# Дашкесан (Джебраильский район)
Дашкесан (азерб. Daşkəsən) — село в Джебраильском районе Азербайджана.
В селе родился Национальный Герой Азербайджана — Вугар Гусейнов.

## География
Располагается у реки Чайлаг, к северо-востоку от города Джебраил.

## История

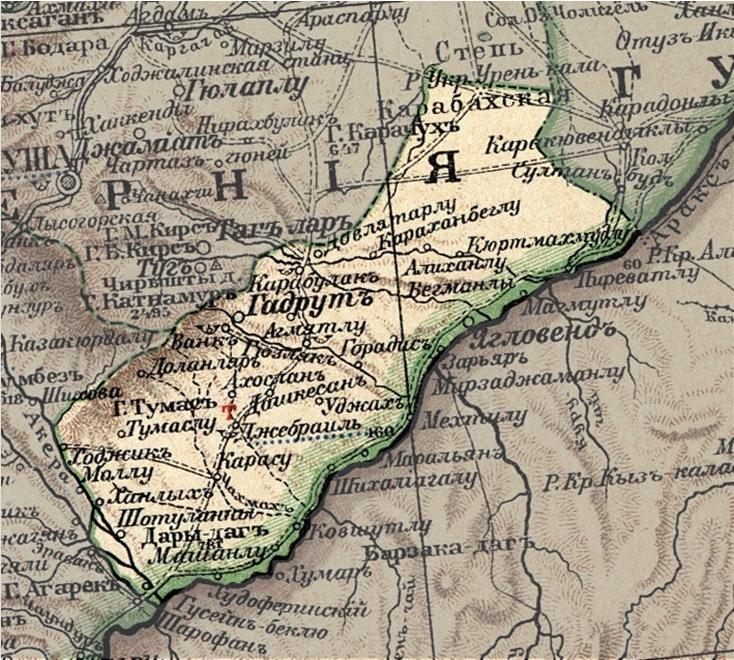
Село Дашкесан на карте Джебраильского уезда 1903 года

В «Описание Карабагской провинции, составленное в 1823 году, по распоряжению главноуправляющего в Грузии Ермолова, действительным статским советником Могилёвским и полковником Ермоловым 2-мъ», отмечалась «татарская» (азербайджанская) деревня Дашкесенъ Карабагской провинции, управляемая минбашем Меликом Гасаном.
В годы Российской империи село входило в состав Джебраильского уезда Елизаветпольской губернии.
В советские годы село входило в состав Джебраильского района Азербайджанской ССР. 
По данным издания «Административное деление АССР», подготовленного в 1933 году Управлением народно-хозяйственного учёта Азербайджанской ССР (АзНХУ), по состоянию на 1 января 1933 года село Дашкесан, входило в Куйджакский сельсовет Джебраильского района Азербайджанской ССР, имелось 229 хозяйств (84 обобщенных и 145 единоличных) и 695 жителей (337 мужчин и 358 женщин). 99,6% населения всего Куйджакского сельсовета составляли тюрки (азербайджанцы).
В результате Первой карабахской войны в августе 1993 года перешло под контроль непризнанной Нагорно-Карабахской Республики. Согласно административно-территориальному делению Азербайджана, располагалось в Джебраильском районе Азербайджана, который согласно резолюциям СБ ООН считался оккупированным армянскими силами, согласно административно-территориальному делению НКР, входило в её Гадрутский район.
4 октября 2020 года в ходе Второй карабахской войны президент Азербайджана заявил об освобождении села.
11 октября 2020 года Министерство обороны Азербайджана опубликовало на своём веб-сайте видеорепортаж из Дашкесана.

## Население
По данным «Свода статистических данных о населении Закавказского края, извлеченных из посемейных списков 1886 года» в селе Дашкесан Дашкесанского сельского округа было 117 дымов и проживало 758 азербайджанцев (указаны как «татары»), которые были крестьянами.